# ルイス・ギジェルモ・ソリス
ルイス・ギジェルモ・ソリス・リベラ（スペイン語: Luis Guillermo Solís Rivera、1958年4月25日 - ）は、コスタリカの政治家。2014年から2018年まで同国の大統領を務めた。中道左派の市民行動党 (PAC）所属。2014年の大統領選で、第一回投票で2位につけていたサンホセ市長のホニー・アラヤ・モンヘが選挙戦から撤退したことから、首尾よく大統領の座を手にした。学界や政界に長く身を置き、ついにはPAC党員としてコスタリカ初の大統領となった。

## 経歴
サンホセで、無学の靴屋の父フレディ・ソリス・アベンダーニョと教員の母ビビエンネ・リベラ・アレンのもとに生まれた。ルイスの両親はトゥリアルバに住んだことがあったため、多くのトゥリアルバ市民は彼をトゥリアルバ人ととらえている。一家はアフリカ系カリブ人と中国人の血を引いており、先祖は1900年代初頭にジャマイカからコスタリカに移住してきた。ソリスはサンホセ郊外のサン・ペドロ・デ・モンテス・デ・オカとクリダバトで育った。進学先のサンホセのメソジスト系高校では生徒会長を務めた。コスタリカ大学では歴史学を学び、1979年に優等で卒業した。その後、ニューオーリンズにあるテュレーン大学から、ラテンアメリカ研究の修士号を取得した。
ソリスはさまざまな学術職や顧問職を転々とした。1981年から1987年まで、コスタリカ大学の助教授であった。それに加えて、1983年から1985年にはフルブライト奨学金を得てミシガン大学で学んだ。この間、ソリスは当時のオスカル・アリアス政権で働き、最終的に平和和解センター（CPR）の所長となった。1992年から1995年には国連学術審議会に勤めた。1999年以降はフロリダ国際大学に司法行政センターのコーディネーターやラテンアメリカ・カリブ海研究センターの研究員として在籍し、ラテンアメリカの政治的・社会的出来事を分析した。
ソリスは作家としても、国内外の情勢に関する多くの随筆や著書を刊行している。特に市民社会や国際関係、貿易に焦点を当てた執筆活動を続けてきた。

### 政治活動
コスタリカ大学在学中の1977年、ソリスは国民解放党（PLN）に入党した。外務省ではオスカル・アリアスの顧問として、のちにアリアスがノーベル平和賞を受賞するきっかけとなるエスキプラス和平協定に携わった。PLNでは国際関係部長を務めた。
2002年、ソリスはロランド・ゴンサレス・ウジョアの後を継いでPLNの幹事長となった。しかし翌年には、アルカテル・ルーセントの汚職事件に多くのPLN首脳陣が関与していたことに失望したと表明して辞任した。2005年に党内で選挙が行われた際には、多くの元PLN党員とともに同党の不正行為や汚職を非難した。ソリスはPLNの指導部を「ナポレオン的」「反民主主義的」と呼ぶまでになった。そしてPLNから正式に離党し、学界に戻った。
2006年の総選挙が終わると、市民行動党（PAC）の派閥内でソリスの名が取りざたされ始めた。それは特に、コスタリカ国立大学の元副学長、アルベルト・サロム・エチェベリーアが率いるPAC党員の非公式な会合で顕著だった。PACの創立メンバーのひとりで大統領選に3度立候補した経験のあるオットン・ソリスは、ルイス・ギジェルモ・ソリスを2010年の副大統領候補として立候補させることを提案した。しかしルイスはイベロアメリカ事務局（SEGIB）に勤めており、SEGIBの職員が選挙に関わることは認められていないとの理由で、この申し入れを辞退した。
2009年にソリスはPACに入党し、2010年にはエチェベリーアの会合にも参加するようになった。PACの指導者マリア・エウヘニア・ベネガスはソリスのポテンシャルを認め、彼を昇進させるよう党内で働きかけた。ソリスは地方のPACの指導者と会うため、何度か全国を行脚した。

### 2014年の大統領選

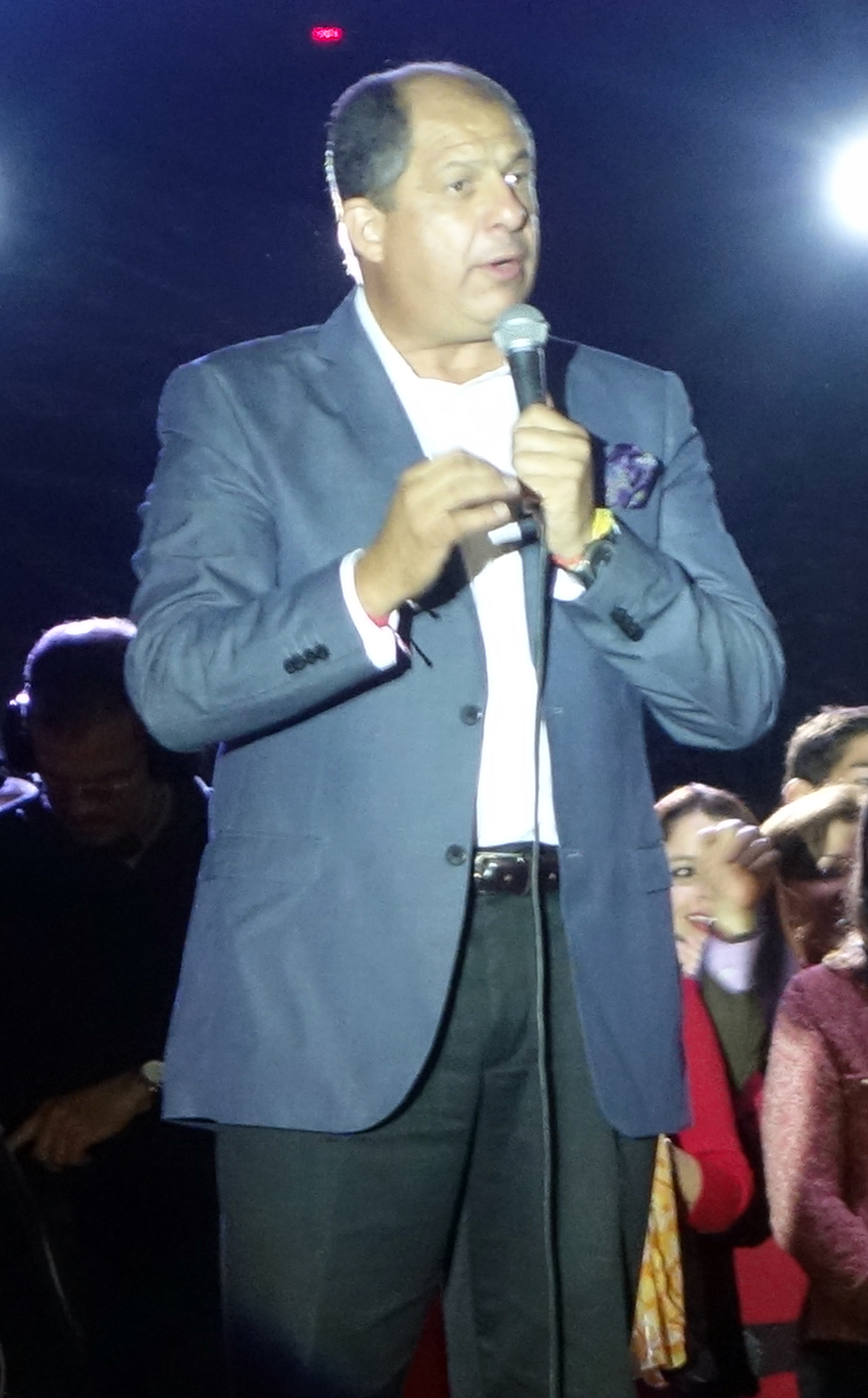
大統領選挙のため演説するソリス

2012年11月27日、ソリスは大統領選への立候補を表明した。PAC党内の予備選ではエプシー・キャンベル・バーやフアン・カルロス・メンドーサ・ガルシア、ロナルド・ソリス・ボラーニョスらと争ったが、全体の35%の票を得て勝利した。ガルシアとの得票差はわずか110票であった。
2013年10月、ソリスは副大統領候補にエリオ・ファージャスとアナ・エレーナ・チャコン・エチェベリーアを選んだ。彼は政策目標のなかで、汚職を一掃し、インフラに大規模な投資を実施し、コスタリカの国民皆保険や社会保障制度をてこ入れすると主張した。また、コスタリカが環境保護に手厚い国であり続けるために、継続的な取り組みを行うとも約束した。経済では、新しい自由貿易協定に「ブレーキをかけ」、現在の自由貿易協定を誠実に履行すると表明した。したがって、ソリスはコスタリカの労働組合から非常に大きな政治的支援を受けた。
2014年2月2日の選挙で、ソリスは30.95%を得票し勝利した。PLNのホニー・アラヤ候補は29.95%の票を得て2位となった。ソリス票のほとんどはサンホセ州、アラフエラ州、エレディア州、カルタゴ州の中央盆地諸州に集中していた。

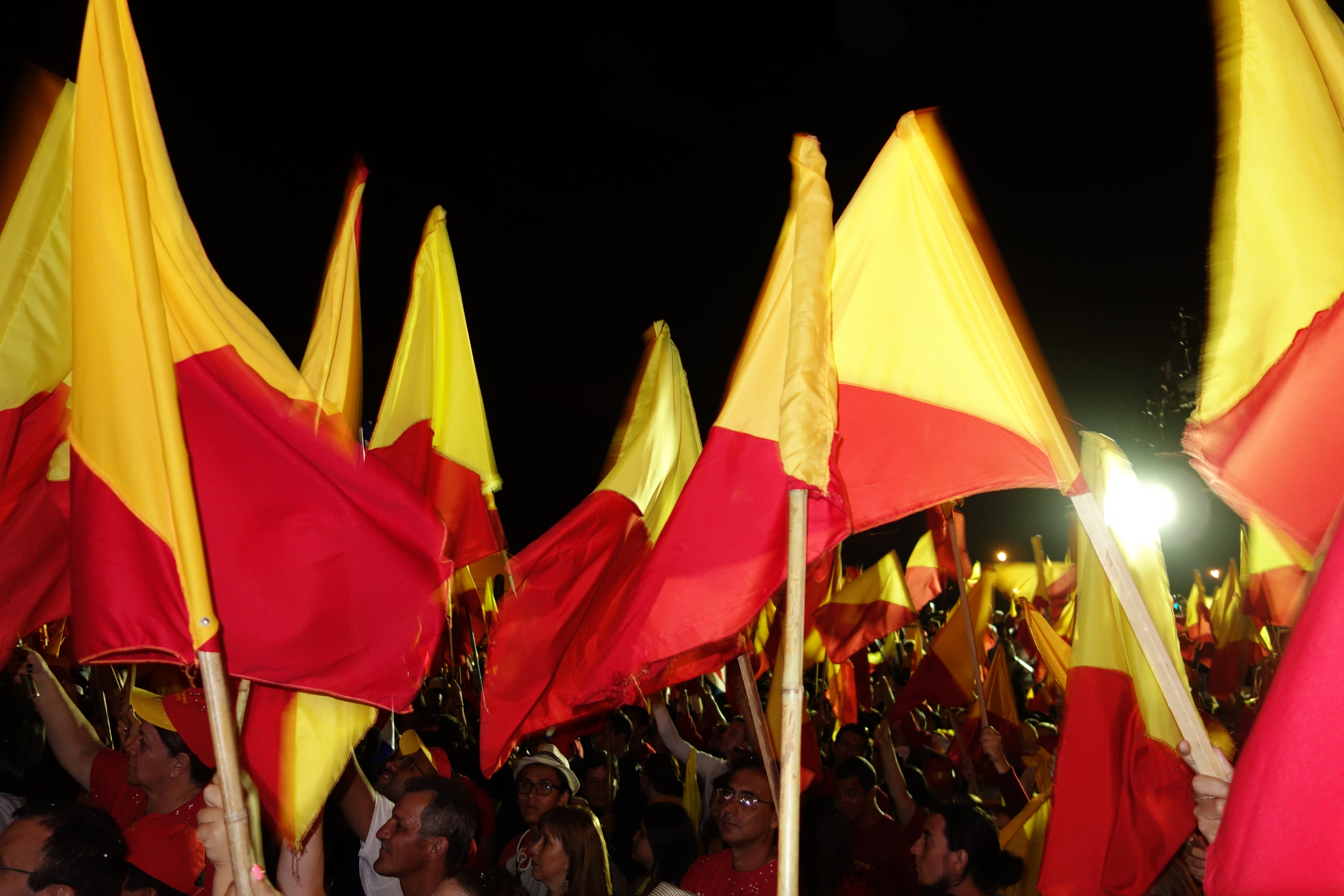
ソリスの当選を祝い、党旗を振るPAC党員（2014年4月6日）

投票総数の40%以上を獲得した候補者がいなかったため、憲法の規定によって4月6日に第二回投票が行われた。これに先立つ3月5日にアラヤは、彼がソリスに対してかなりの劣勢にあるとする世論調査が発表されたことを受けて、選挙戦から撤退すると表明した。しかしコスタリカの法律では、決選投票はそうした場合でも行われなければならず、その結果ソリスは全体の77%以上の票を得て、自由選挙としてはコスタリカ史上最大の得票差で当選した。このときは第一回投票とは異なり、プンタレナス州、リモン州、グアナカステ州を含むすべての州で過半数を得票した。PLNまたは現在のPUSC以外からの大統領は66年ぶりであった。
ソリスは選挙の直後、コスタリカの投票者に謝意を表した。アメリカ合衆国のジョン・ケリー国務長官やエクアドルのラファエル・コレア大統領、メキシコのエンリケ・ペーニャ・ニエト大統領、ベネズエラのニコラス・マドゥロ大統領、ボリビアのエボ・モラレス大統領、フランスの外務省報道官などからは祝電が届いた。アラヤはソリスの勝利を祝福するとともに、国民の団結を訴えた。

### 大統領職

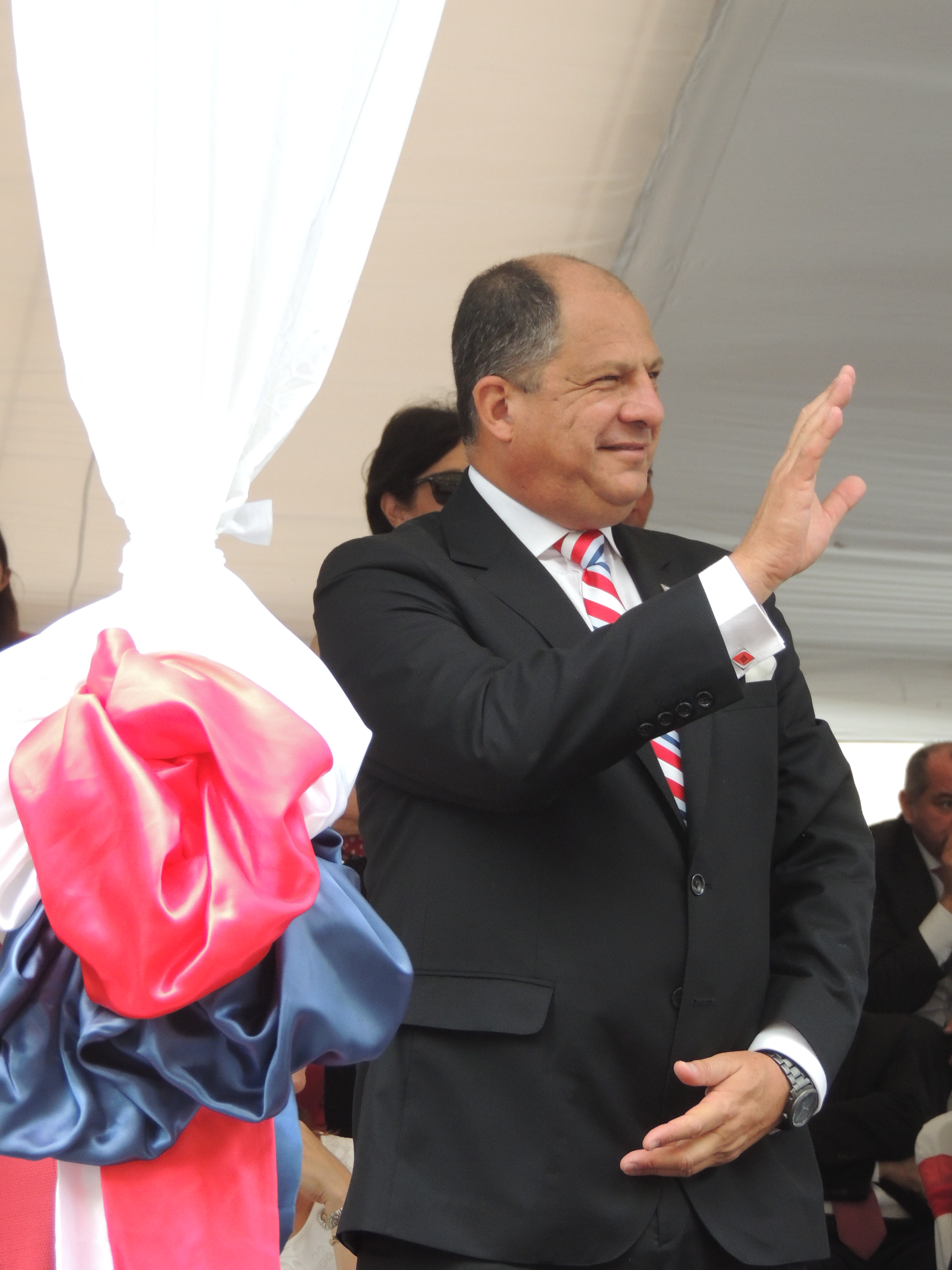
大統領に就任したソリス

大統領就任を1週間ほど後にひかえた2014年4月、ソリスは組閣を発表した。ソリスの内閣は、ほとんどがPAC党員と無党派の市民で構成されていたが、社会キリスト教統一党（PUSC）の党員も2名加わった。アベル・パチェコ政権の厚生相だったマリア・デル・ロシオ・サエンスは社会保障庁長官に、同じく元厚生相であるデリア・ビジャロボスは社会的保護評議会の議長に就いた。
2014年5月8日、ソリスはファンファーレのなかで大統領に就任した。ラ・サバナ・メトロポリタン公園で行われた就任式にはスペインのフェリペ王太子（後のフェリペ6世）、ボリビアのモラレス大統領、エクアドルのコレア大統領、米州機構のホセ・ミゲル・インスルサ事務総長など、80か国以上からの代表が出席した。ソリスはコスタリカの言葉で、私は「草が伸び放題の農場」を引き継いだと述べ、経済成長が生み出した所得の格差や貧困を指摘した。

## 信条
PACの大多数の党員と同じように、ソリスは進歩主義者を自認している。ソリスの「救済策」には、彼の政治信条の要点が述べられている。この文書では主に、反腐敗、経済成長、所得格差の是正の3点に焦点があてられている。
ソリスは、新自由主義経済はコスタリカに大きな所得の格差をもたらしてきたと主張する。これまでの政権は大企業や高所得者に対する課税を避け続け、結果として財政赤字をまねいたが、自らは適正な法執行によってこの事態を解決すると説く。ソリスによれば、銀行は貧困層の所得上昇を犠牲にしてまで輸出を奨励すべきではない。女性は高収入の職業に就く機会が昔から男性に比べて限られているので、一般的に経済の自由化にともなう悪影響を受けやすいと彼は考えている。
ソリスは環境保護活動を支援している。彼はコスタリカが環境保護の意識を失ってきたと思っている。例えば、水資源は民間の開発や失政から守られねばならないと考えている。実際に全国の多くの自治体で、そうしたことが原因の水不足が発生してきた。水資源管理法の違反者を起訴するとも主張している。
加えて、ソリスはLGBTの権利向上を支持している。2014年5月の国際反ホモフォビアの日には同性愛者の尊厳を示すとして、大統領官邸にレインボーフラッグを掲げさせた。
ソリスはカトリック信徒である。大統領候補として、コスタリカの守護聖人である天使の処女が安置された天使の聖母聖堂を訪れたこともある。この聖堂は多くのコスタリカ人や観光客にとって、伝統的な巡礼地となっている。コスタリカではカトリックが国家の公式宗教とされているが、彼は政教分離を支持している。倫理的な問題との関連では、彼はシビル・ユニオンや体外受精をも支持している。

## 人物
メルセデス・ペニャス・ドミンゴと結婚し、6人の子供がいる。ペニャスは以前に、ソリスのアドバイザーとして活動したいという希望を述べた。ソリスは彼女を「ジミニー・クリケット」と呼ぶ。

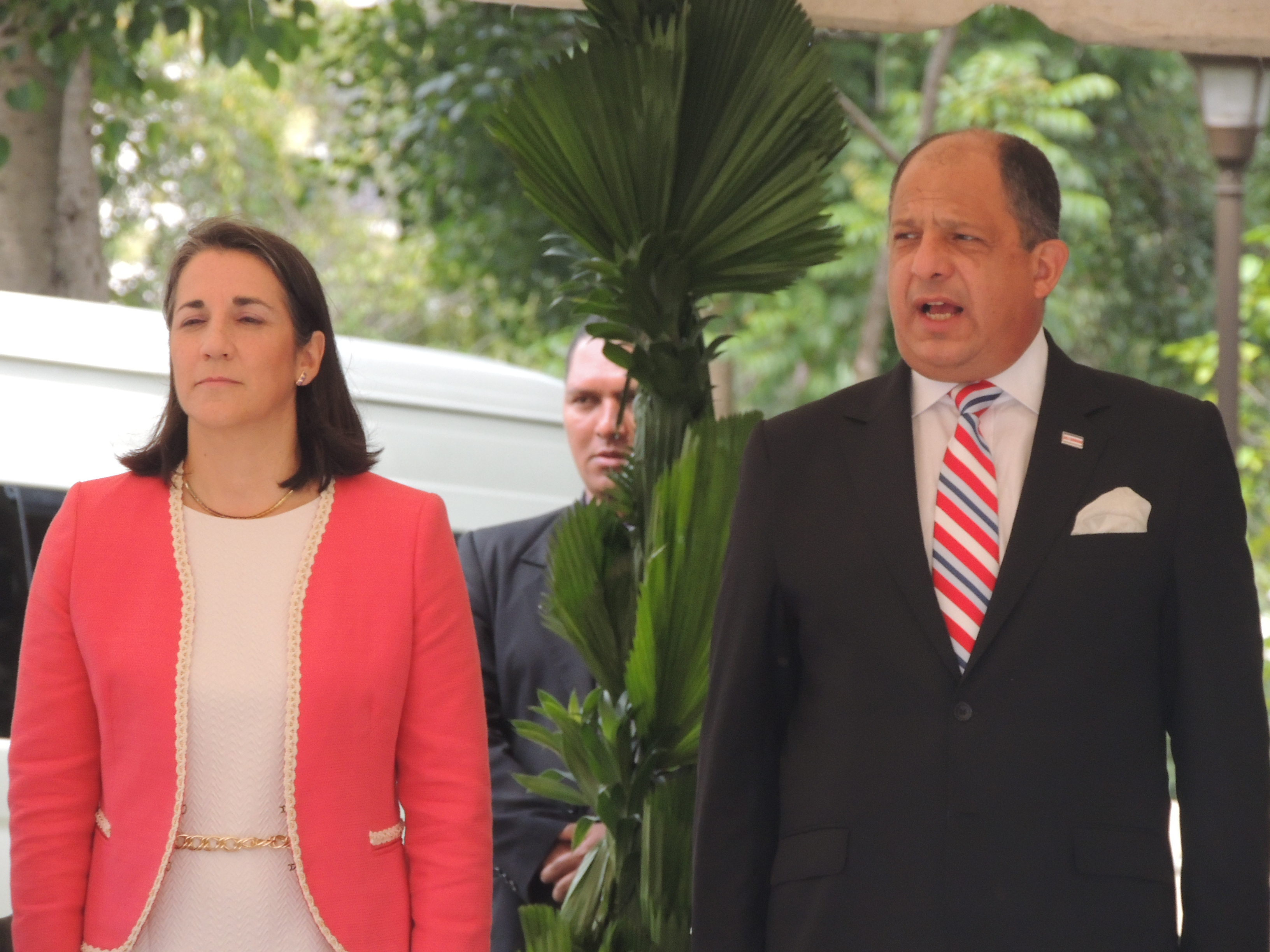
メルセデスと並ぶソリス

公務や研究活動のかたわら、農場経営も行っている。